# Indice d'octane
L'indice d'octane mesure la résistance à l'auto-allumage (allumage sans intervention de la bougie) d'un carburant utilisé dans un moteur à allumage commandé. Ce carburant est très généralement l'essence. On parle assez souvent improprement de capacité antidétonante du carburant pour un carburant d'indice d'octane élevé, un carburant ayant tendance à l'auto-allumage pouvant dans certains cas transiter à la détonation.
On dit qu'un carburant a un indice d'octane de 95 par exemple, lorsque celui-ci se comporte, au point de vue auto-allumage, comme un mélange de 95 % d'iso-octane qui est résistant à l'auto-inflammation (son indice est de 100 par définition) et de 5 % de n-heptane, qui lui s'auto-enflamme facilement (son indice est de 0 par définition).
Pour mesurer l'indice d'octane, on se sert d'un moteur monocylindre spécial (moteur CFR ou Cooperative Fuel Research). On mesure l'indice d'octane du produit à étudier et, par comparaison avec les valeurs obtenues dans la mesure des produits de référence, on connaît l'indice d'octane du produit.
Le moteur CFR est alimenté, tour à tour, avec le carburant à étudier et des carburants de référence dont les pourcentages respectifs d'iso-octane et d'heptane sont connus.

## Différents indices
On définit typiquement trois indices :
- l'indice d'octane « recherche » ou RON (anglais : research octane number) ;
- l'indice d'octane « moteur » ou MON (anglais : motor octane number) ;
- l'indice anti-cliquetis, ou indice antirecession de soupape (ARS), ou AKI (anglais : anti-knock index).

L'indice recherche RON correspond à une simulation à bas régime (600 tours par minute), l'indice moteur MON est un à régime plus élevé (900 tr/min). À la pompe en Europe, c'est l'indice RON qui est indiqué.
L'indice anti-cliquetis AKI est la moyenne des deux précédents :
AKI = (RON + MON)/2
C'est cet indice qui est utilisé en Amérique du Nord.
| Indice recherche RON | Indice moteur MON | Indice anti-cliquetis AKI | Exemples                                          |
| -------------------- | ----------------- | ------------------------- | ------------------------------------------------- |
| 69                   | 65                | 67                        | pour moteur hors-bord à deux temps                |
| 89                   | 80                | 85                        | ancienne essence « ordinaire » au plomb en France |
| 92                   | 82                | 87                        | essence « ordinaire » ou « régulière » au Canada  |
| 95                   | 85                | 90                        | essence « sans plomb 95 » en France et en Suisse  |
| 95                   | 86                | 91                        | essence « super » ou « suprême » au Canada        |
| 97                   | 86                | 92                        | ancienne essence « super » au plomb en France     |
| 98                   | 88                | 93                        | essence « sans plomb 98 » en France               |

## Échelle

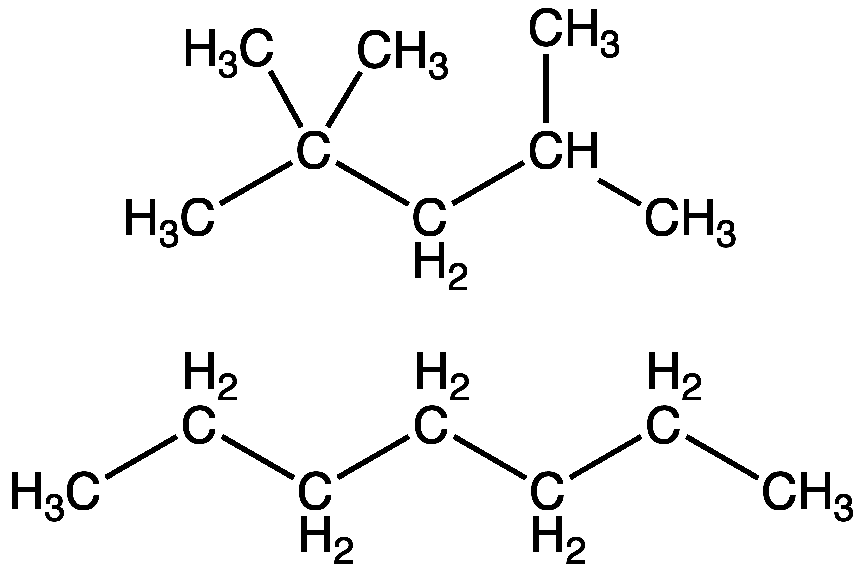
L'Isooctane (en haut) correspond à l'indice d'octane 100 alors que le n-heptane (en bas) a un indice de zéro

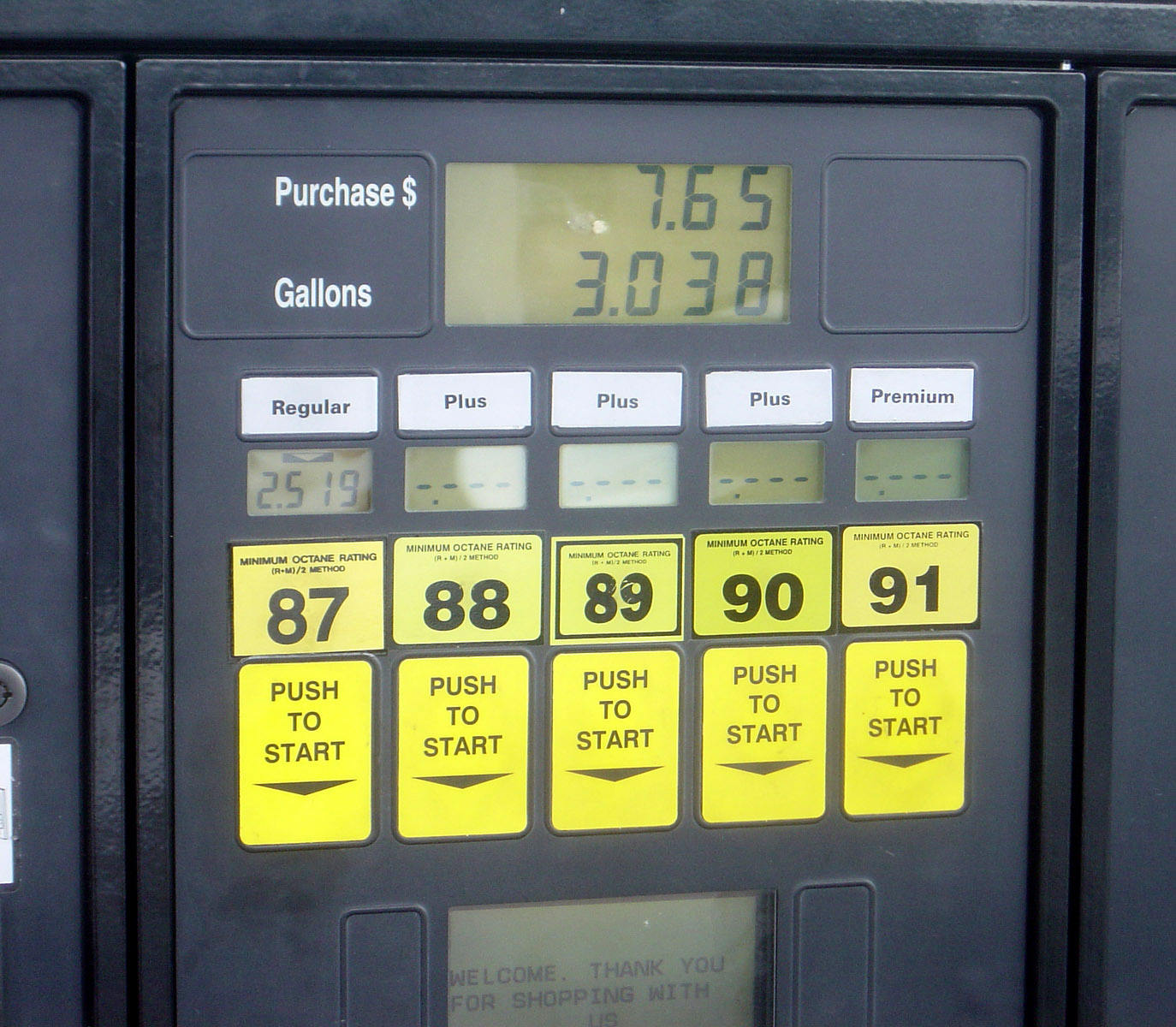
Une pompe a essence aux États-Unis offrant à l'automobiliste 5 indices d'octane AKI différents

Dans le cas des hydrocarbures, l'indice d'octane augmente dans l’ordre suivant (entre parenthèses la nomenclature désuète provenant de l'industrie du pétrole) : alcanes linéaires (paraffines) à chaîne longue < alcanes linéaires (paraffines) à chaîne courte < alcènes (oléfines) et cycloalcanes (naphtènes) < alcanes ramifiés (isoparaffines) (ex. iso-octane, indice d'octane = 100) et hydrocarbures aromatiques (ex. toluène, indice d'octane = 120) .

## Amélioration des indices d'octane des essences
En cas d'utilisation d'un carburant à indice d'octane trop faible (par rapport aux caractéristique du moteur), le combustible risque de s'enflammer spontanément lors de la compression dans le cylindre. Ce phénomène fatigue l'embiellage et le vilebrequin et est source d'un bruit dit cliquetis. 
Pour y remédier, depuis 1923, et afin d'alimenter des moteurs toujours plus puissants, les fabricants de carburant ont dû introduire dans l'essence des additifs chimiques antidétonants (en) permettant son utilisation dans des moteurs à plus haut taux de compression, et donc potentiellement à plus haut rendement (l'additif le plus utilisé est un composé organométallique, le plomb tétraéthyle. Il est maintenant interdit dans la législation environnementale des pays développés en raison de son caractère toxique et très polluant, mais il est encore très utilisé dans les pays en développement, parfois avec des taux de plomb supérieurs à ce qu'ils étaient autrefois aux États-Unis), en y posant de graves problèmes de santé environnementale (par exemple au Venezuela, au Mexique, au Nigeria et au Congo, environ 63 % des nouveau-nés et des moins de six ans y sont atteints de saturnisme (plombémie > 100 µg/L), contaminés in utero, par le plomb passé dans le lait maternel ou issu de l'environnement). De plus, utilisé seul cet additif plombé encrasse le moteur en y déposant du plomb (un procédé breveté a même été inventé pour « déplomber l'essence » afin de pouvoir la réutiliser dans certains moteurs à bas taux de compression, dans des installations de réfrigération par exemple). On lui a donc adjoint deux autres additifs : le 1,2-Dibromoéthane et le 1,2-Dichloroéthane dits « lead scavengers », c'est-à-dire qui empêchent que le plomb et l’oxyde de plomb formé dans la réaction de combustion n'endommage le moteur en s’y déposant ; il le fait en conservant le plomb sous forme de deux composés très volatils (mais hautement toxiques) : le bromure de plomb(II) et le chlorure de plomb(II) évacués dans l'atmosphère sous forme de vapeur dans le gaz d'échappement. 
Dans les années 1930, le procédé de craquage catalytique, mis au point par Eugène Houdry, a permis de porter à 75 ou 80 l'indice d'octane des essences de base, réduisant ainsi le besoin de recourir au tétraéthyle de plomb. Les essences d'aviation, exigeant des indices supérieurs à 90, puis 100 d'octane, exigeaient l'adjonction d'isooctane, ainsi que de plomb tétraéthyle,. 
Un carburant à haut indice d'octane n'est pas en soi un carburant à haute teneur en énergie. En permettant une augmentation du taux de compression, il rend simplement le moteur pour lequel il est conçu thermodynamiquement plus efficace . Utiliser un carburant à plus haut indice d'octane que celui pour lequel le moteur est conçu n'en augmente pas le rendement : chaque moteur nécessite le carburant ayant l'indice d'octane correspondant à son fonctionnement optimal. La consommation ou longévité du moteur n'en seront pas améliorées, sauf si ce dernier possède un calculateur ayant pour fonction de gérer l'avance à l'allumage à la limite du cliquetis, en exploitant l'information fournie par un capteur de cliquetis (le plus souvent un accéléromètre solidaire du bloc-cylindre).
Au Québec, la raffinerie Ultramar produit des essences aux taux d'octane de 87 à 91 seulement (celui-ci étant cependant calculé d'une manière différente qui engendre une baisse de l'indice affiché, mais pour des proportions similaires aux indices européens).
En 2014, le tétraéthyle de plomb est encore vendu et massivement utilisé dans certains pays où il est source de graves problèmes de santé environnementale. Dans les pays qui l'ont interdit dans l'essence automobile grand public, il reste toléré pour d'autres usages, pour lesquels - selon les fabricants - il n'existe pas d'alternatives crédibles : les essences aviation et de voitures de course ou de certains bateaux à moteur. 
C'est une source de saturnisme diffus et parfois aigu et ce produit est le principal responsable d'une pollution de toutes les zones urbaines et routières de la planète par le plomb depuis les années 1920. La couleur rouge donnée à l'essence par l'additif (« rouge cerise brillant ») permet théoriquement que l'essence plombée ne soit pas accidentellement confondue avec l'essence sans plomb. Il est produit principalement (depuis 1923) par la compagnie américaine Ethyl Gasoline Corp. (initialement propriété à parts égales d'Exxon et de General Motors) ou par certaines de ses filiales.
Outre ce Tétraéthylplomb, les fabricants d'essence ajoutent du (méthylcyclopentadiényl)manganèse tricarbonyle (ou MMT, également inventé et principalement produit par Ethyl Corp.) et d'autres additifs de plus en plus utilisés dans les pays développés et quelques autres pour augmenter l'indice d'octane ; ce sont des « substances oxygénées », moins toxiques que les organométalliques à base de plomb ou de manganèse, et pour certaines pouvant être facilement produites à partir de filières agricoles (colza, betterave, canne à sucre, etc.) et être directement introduites comme agrocarburant :
- Alcools :
  - Méthanol (MeOH) ;
  - Éthanol (EtOH) ;
  - Isopropanol (IPA) ;
  - n-butanol (BuOH) ;
- Ethers :
  - Méthyl tert-butyl éther (MTBE) ;
  - Méthyl tert-amyl éther (en) (TAME) ;
  - Méthyl tert-hexyl éther (THEME) ;
  - Ethyl tert-butyl éther (ETBE) ;
  - Ethyl tert-amyl éther (TAEE) ;
  - Éther diisopropylique (DIPE).

## Effets
Les indices d'octane élevés sont corrélés à des énergies d'activation plus élevées : la quantité d'énergie appliquée nécessaire pour initier la combustion. Puisque les carburants à indice d'octane plus élevé ont des besoins énergétiques d'activation plus élevés, il est peu probable qu'une compression donnée provoque une inflammation incontrôlée, autrement connue comme auto-allumage ou détonation automatique.
Le taux de compression a une influence sur la puissance et le rendement thermodynamique d'un moteur à explosion (voir moteur à quatre temps). Les moteurs à taux de compression plus élevé sont capables de développer une plus grande surface sous la courbe du cycle de Beau de Rochas, donc ils extraient plus d'énergie à partir d'une quantité donnée de carburant.
Pendant la compression d'un moteur à explosion, le mélange air-carburant est comprimé et sa température augmente.
Un carburant avec un indice d'octane plus élevé est moins sujet à l'auto-allumage et peut résister à une température plus élevée pendant la compression du moteur à combustion interne sans auto-inflammation, permettant ainsi d'extraire plus de puissance lors du cycle de Beau de Rochas.
Si, pendant la compression du mélange air-carburant, la température devient supérieure à la température d'auto-inflammation du carburant, ce dernier s'auto-enflamme. Lorsque l'auto-inflammation se produit, le piston continue de comprimer la charge du carburant qui s'échauffe rapidement. Ceci entraîne généralement la destruction du moteur si l'on n'intervient pas.
Il existe deux types d'admission en air sur les moteurs à explosion : le moteur atmosphérique (l'air est aspiré à l'aide des pistons du moteur), ou le moteur suralimenté (à l'aide de compresseur mécanique ou de turbocompresseur).

## Réglementation

### En France
En France, la dénomination des carburants en fonction de l'indice d'octane est fixée par arrêté ministériel, par exemple :
- Arrêté du 10 septembre 1949 fixant les caractéristiques du carburant-auto ;
- article 2 de l'Arrêté du 16 août 1950 fixant les caractéristiques du carburant auto ;
- alinéa h) de l'Arrêté du 28 décembre 1966 fixant les caractéristiques de l'essence ;
- alinéa h) de l'Arrêté du 28 décembre 1966 fixant les caractéristiques du supercarburant ;
- alinéa f) de l'Arrêté du 29 octobre 1987 fixant les caractéristiques du supercarburant sans plomb.

Les arrêtés fixent également les indications sur les appareils distributeurs.
En 1949, l'indice d'octane « moteur » minimum pour l'essence est fixé à 70. En 1966, l'indice « recherche » minimum est fixé entre 89 et 92 pour l'essence ordinaire, et entre 97 et 99 pour le supercarburant. En 1987, l'indice « recherche » minimum est fixé à 95 et l'indice « moteur » entre 85 et 95 pour le supercarburant sans plomb.